# John Gordon Skellam
John Gordon Skellam (ur. 1914 w hrabstwie Staffordshire w Wielkiej Brytanii, zm. 1979) – statystyk i ekolog, odkrywca rozkładu nazwanego jego nazwiskiem. Uczył się w Hanley High School gdzie zdobył szereg stypendiów w tym wolny wstęp na New College w Oxford. Był jednym z najbardziej szanowanych członków Brytyjskiej Regionu Towarzystwa Biometrycznego.
W 1951 roku John G. Skellam rozwija model reakcji-dyfuzji biologii inwazji. Model ten opisuje dynamikę populacji, która się jednocześnie rozwija i rozprzestrzenia i przewiduje, że front inwazji przeniesie się ze stałą  prędkością.
Wyjaśnia on na podstawie zamieszkiwania piżmaków wprowadzonych do Europy, że tylko przypadkiem gatunek może być w miejscu, gdzie dobrze by się rozwijał.
Skellam dostarczył model, który pozwala wziąć dynamikę populacji jako zmienną losową w każdej chwili czasu t. Jego stochastyczna forma jest dużo bardziej elastyczna niż wcześniejsze równania deterministyczne.
Był dyrektorem ds. badań i redaktorem "Biometrics", oficjalnego organu Towarzystwa Biometrycznego, międzynarodowego stowarzyszenia z siedzibą w Londynie.
Jego dwa najbardziej znaczące artykuły to:
Skellam, J. G. 1946. The frequency distribution of the difference between two Poisson variates belonging to different populations. Journal of the Royal Statistical Society: Series A 109 (3): 296 oraz Skellam, J.G. 1951. Random dispersal in theoretical populations

## Publikacje
Wersja .ppt "Random Dispersal in Theoretical Populations"
Artykuły indeksowane przez Google